# Lembeck
Lembeck är en ort i Nordrhein-Westfalen, Tyskland, som ligger i norra delen av staden Dorsten och tillhör Landkreis Recklinghausen. Lembeck har 5 356 invånare (2006) och ligger i norra delen av regionen Ruhrområdet vid gränsen till Münsterlandet. 
Lembeck är känt för sitt slott och för den medeltida ätten von Lembeck, efter vilken orten har ärvt sitt vapen, ett nässelblad i silver på röd sköld. 